# Савин день
Савин день — день народного календаря у славян, приходящийся на 5 (18) декабря. Название дня происходит от имени святого Саввы. В славянском народном православии это один из ритуально отмеченных дней, следующих друг за другом и образующих единый комплекс: Варварин день, Савин день, Николин день.

## Другие названия
укр. День Сави, бел. Міколін бацька, Савва Освящённый, Савки, Саўка, сербохорв. Усечни дан — «Усечённый день».

## Обряды и поверья
Это был домашний праздник, в гости не ходили — вся семья собиралась для встречи новорождённого солнца. «Не ходи за порог — не мешай мостить дорог». «В День Саввы — дома Главы (семейств)». В этот день, как и в предыдущий
и последующий дни, известны запреты на женские работы.
О погоде этого дня говорили: «Савва салит, ледяные настилы стелет, гвозди острит. Варвара заварварит, Савва засалит, Никола закуёт». Или ещё так говаривали: «Варвара мостит, Савва гвозди острит». О погоде узнавали, не выходя из избы: «Красный огонь в печи — в окна мороз стучит. Дрова яро горят, трещат — мороз сулят».
В Белоруссии Сава, как и Варвара, был «бабским» праздником с теми же правилами. Савва считался отцом святого Николая, который требовал: «празднуй меня и отца моего!» (бел. святкуй мяне і бацьку майго). На Савву не пряли, толкли просо, ячмень на сочельник, жито мололи на калядники, постолы (грубая обувь из целого куска кожи, стянутого сверху ремешком) плели, волоки (оборы, завязки у лаптей и постол) вили. «На Савву не надо прясть, не надо крутить, чтобы хорошо было скоту, а то свернётся ягнёнок в колесо». Поскольку он шёл перед Миколой, то звался «Миколиным батькой». А уже завтра на Миколу все главы семейств соберутся вместе — на братчину. Восточные славяне на Варварин, Савин и Николин дни в старину варили кутью и компот.
На Украине женщины собирались на рукодельницкие вечёрницы — пришла пора «і савити, і варварити, і куделю кучматити». На Украине говорили: «Варвари ночі урвали, а Сави дня прибавили».
Особое отношение в этот день хозяев к лошади: «на Савву нельзя ругаться тому хозяину, у которого есть лошадь».

## Поговорки и приметы
- Саввы-Варвары ночи урвали, кур воровали, под печку клали (забайкал., семейские)[17].
- «Сави дня прибавили» (укр.)[18].
- В день Саввы — дома Главы (семейств)[19].
- На Савву нельзя ругаться тому хозяину, у которого есть лошадь (воронеж.)[17].
- «Варвара заварыть, а Мыкола закуе, а Сава варэныкы наварыт» (полес.)[20].
- Сава съел сало, утёрся, запёрся, сказал: «не видал» (орловск.)[21].